# 原腹躯龙属
原腹躯龙属（学名：Palaeopleurosaurus）是喙头目下的一属已灭绝海生爬行动物。

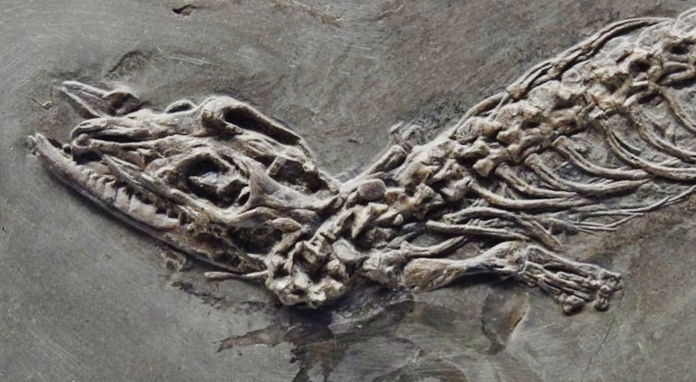
化石

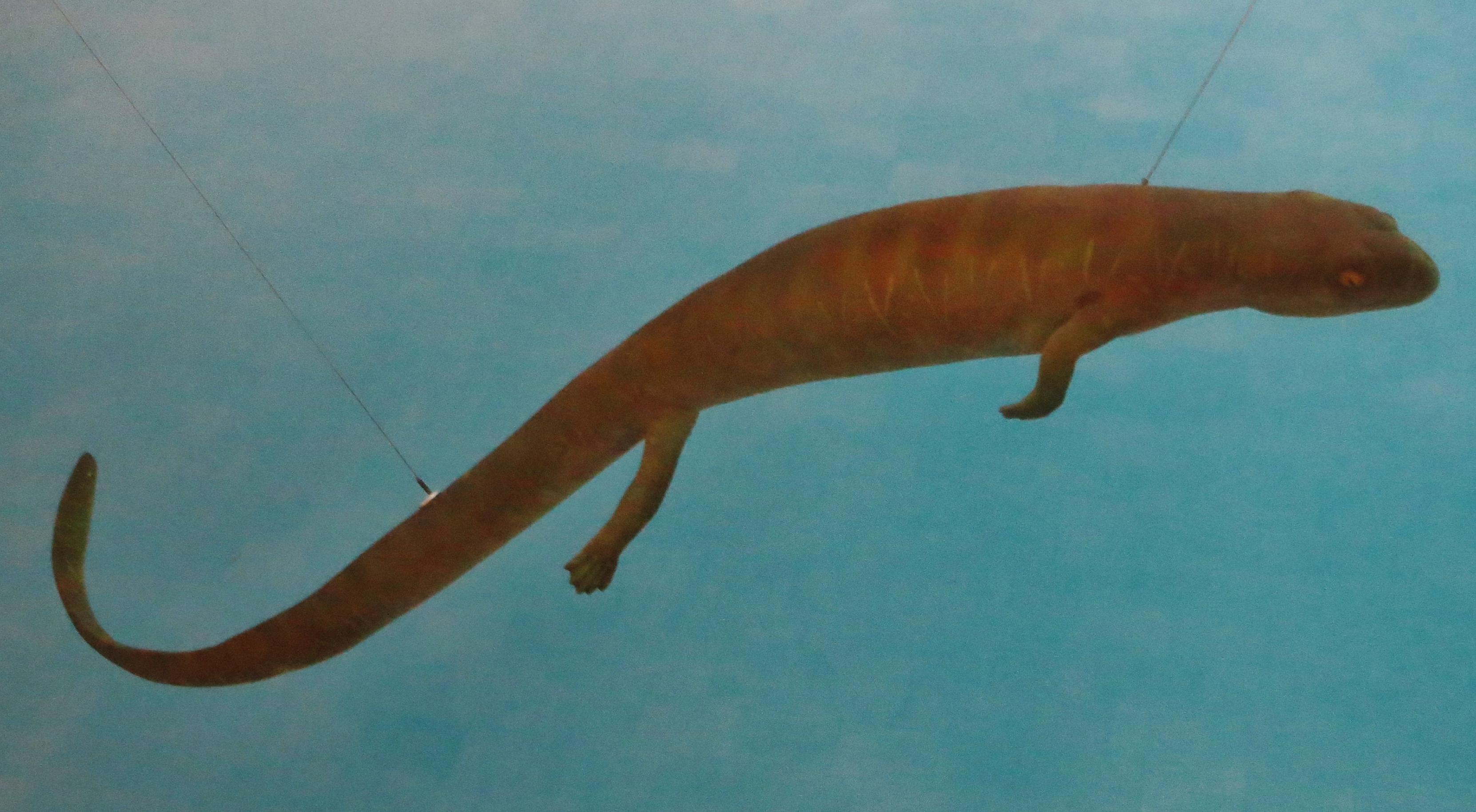
模型

原腹躯龙属的化石是在德国巴伐利亚州的Toarcian（早侏罗纪）矿床中发现的，可追溯到大约1.83亿年前。它是为数不多的已知水生喙头目之一，然而， 肋骨和股骨骨密度的增加不足表明，原腹躯龙属在逐渐适应水生生活方式。 组织学研究显示，原腹躯龙属的生长环数量比现存的楔齿蜥少，可能表明其寿命较短。